# Crazy Taxi (videójáték)
A Crazy Taxi egy versenyvideójáték, melyet a Hitmaker fejlesztett ki és a Sega jelentetett meg. Ez az első játék a Crazy Taxi sorozatban. A játék először 1999-ben jelent meg az játéktermekben, majd 2000-ben portolták át a Dreamcastre. A játékmenet azzal foglalkozik, hogy minél gyorsabban felvegyük a taxis utasokat, és elvigyük őket úticéljukra. Az Crazy Taxi fogadtatása többnyire pozitív volt. Számos alkalommal átportolták más platformokra is, köztük a PlayStation 2-re és a GameCube-ra az Acclaim által 2001-ben, majd a Windowsra 2002-ben.
A játék újbóli kiadásra került a PlayStation Network, Xbox Live Arcade, iOS és Android platformokon, valamint része lett a Dreamcast Collectionnek. Az egyike volt a kevés Sega All Starsnak a Dreamcaston, és elnyerte a Greatest Hits és a Player's Choice státuszt a PlayStation 2-n és a GameCube-on. A Crazy Taxi sikere után a Sega számos folytatást készített, köztük az elsőt, a Crazy Taxi 2-t a Dreamcasthez, amely számos játékmódos változást tartalmazott.

## Játékmenet
A játék fő célja az, hogy a lehető leghamarabb felvesse az ügyfeleket, és szállítsa el őket a kiválasztott úti céljukra. Útközben pénzt lehet szerezni különböző mutatványokkal, például közeli balesetekkel más járművekkel. A játékost a képernyő tetején elhelyezett nagy zöld nyíl irányítja a cél felé. A nyíl nem akadályok alapján igazodik, hanem általános irányban mutat a cél felé. Amint a játékos közel ér a célhoz, meg kell állnia a meghatározott zónában. A cél elérésekor az ügyfél viteldíja hozzáadódik a játékos összes keresetéhez. Az elért minősítést az alapján ítélik oda, hogy mennyi időbe telt a játékosnak az út teljesítése. Ha az ügyfél időzítője lejár, mielőtt a játékos elérné a célállomást, az ügyfél kiszáll a taxiból, anélkül hogy fizetne a sofőrnek.
A játékosoknak lehetőségük van választani a három, öt vagy tízperces időtartamok közül, vagy az eredeti érmés verzióban alkalmazott Árkádszabályokat. A három időkorlátos beállítás esetén a játék a kijelölt időtartamon belül zajlik, amely után a fülke automatikusan leáll, és már nem lehet pontot szerezni. Az Árkádszabályok értelmében a játékos egyperces kezdeti időkorláttal indul, amelyet gyors kiszállításokért kapott időbónuszokkal lehet meghosszabbítani. A konzolos verziók tartalmazzák a Crazy Box módot is, amely egy minijáték-készlet, különböző kihívásokat kínál, mint például egy bizonyos időn belüli utasfelvétel és leszállítás, taxi labdaként való bowlingozás, valamint óriási léggömbök felrobbantása egy területen.
A játék játékteri változata egy szakaszt tartalmaz, és a konzolos verziókhoz hozzáadtunk egy további "Eredeti" szakaszt. Mindkét szakasz a napfényes kaliforniai tengerparti területeken játszódik, meredek dombokkal és más San Francisco-i jellegzetességekkel. A játékos választhat négy vezető közül (Axel, BD Joe, Gena és Gus) és taxi kocsijai közül, melyek mindegyike enyhén eltérő tulajdonságokkal rendelkezik.

## Fejlesztés és marketing
A játék arcade kiadását a Hitmaker fejlesztette ki az akkori játéktermek változataként. A Crazy Taxi kabinet a Sega Naomi hardverén futott. Eredetileg ülőgépként került be a játéktermekbe. Később egy függőleges változat is elérhetővé vált. A következő néhány év során a játékot portolták a Dreamcastre, a GameCube-ra, a PlayStation 2-re és a Windowsra is. A Crazy Taxi később elérhetővé vált a PlayStation Networkön és az Xbox Live Arcade-on is. Ezeknek a portoknak eredetileg 4:3-as képarányt kellett volna alkalmazniuk; a szélesvásznú monitorokon kék sávok láthatók a képernyő mindkét oldalán. Ennek eredményeként ezek a portok teljes szélesvásznú támogatást kaptak. A játék tartalmazza a Dreamcast verzió portját, beleértve az eredeti játéktermi élményt és a Dreamcast-exkluzív pályát is. A PlayStation Network port 2010. november 16-án jelent meg, míg az Xbox Live Arcade verzió a következő héten került forgalomba. A játékot bejelentették a Zeebo konzolra is, bár a port sosem látott napvilágot.
A Crazy Taxi 2012 októberében debütált az App Store-ban iOS eszközökön. A játék magában foglalja az arcade térképet és a konzolokhoz kifejlesztett térképet. Az összes Crazy Box kihívást is tartalmazza. Ahogy a konzolos verziókban, ha minden kihívást teljesít, akkor feloldódik a pedicab, amellyel a fő játékot játszhatja. A taxi irányítható az érintőképernyőn vagy a készülék megdöntésével a gyorsulásmérő segítségével. A kritikusokat lenyűgözte ez a port, mert a térképek változatlanok maradtak, és a kezelőszervek intuitívak voltak.
A Sega 2001-ben benyújtotta és megszerezte az Egyesült Államokban a 6 200 138 számú szabadalmat, amely a „Játékmegjelenítési módszer, mozgási irányjelző módszer, játékberendezések és hajtásszimuláló készülékek” címet viseli. A "138-as szabadalom" leírja egy játéktermi szekrény mechanikáját, amely hasonló a Sega korábbi Harley-Davidson & LA Riders (1997) arcade játékához. Ugyanakkor részletezi a Crazy Taxi nyílnavigációs rendszerét és a gyalogosok elkerülésének szempontjait is.
A Crazy Taxi producere, Kenji Kanno megjegyezte, hogy a játékidő-hosszabbítás a korábbi „3 percre szóló 100 jen” elvetődése volt, amely akkoriban az arcade játékoknál megszokott volt, és a hosszabb játékidővel jutalmazta a játékosokat a jó teljesítményért. A játék célja az volt, hogy ne csak rövid üléseken lehessen játszani, hanem Kanno azt is szerette volna, ha a játék felfedezi a taxisofőr „mindennapi életét és rutinját”. Az eredeti arcade játék Dreamcast verziójának fejlesztése során a fejlesztők az árkád mellett egy nagyobb térképet is beépítettek, hogy "elveszett" érzését keltsék, és lehetővé tegyék az otthoni konzolos játékosoknak, hogy jól érezzék magukat a "város tanulása közben". A minijátékokat ehhez a verzióhoz fejlesztették ki, hogy "a képességek fejlesztése során a játékos tovább játszhasson", szórakoztató és tanulságos kihívásokat kínálva. A csapat több mint száz különböző ötletet dolgozott ki a minijátékokhoz, de aztán szűkítették a Crazy Box minijátékos kihívások kiválasztására.
A Crazy Taxi-nek kiemelkedő jelentősége van a Bad Religion és a The Offspring zenekarok filmzenéjének révén, akik minden dalt szolgáltattak az arcade, Dreamcast, PlayStation 2 és GameCube portokhoz. A PC verzió teljesen új hangzássávot kínált, elhagyva az eredeti bandákat a Pivit, a Too Rude és a Total Chaos zenéinek javára. A Crazy Taxi PlayStation 3 és Xbox 360 verziói is mellőzték az eredeti zenéket, helyette eredeti hangzásvilágot biztosítva a portokhoz. Az egyéni hangokat a PlayStation 3-on és az Xbox 360-on a rendszer firmware-jén keresztül is használhatjuk. Az iOS és Android verzió az eredeti hangzásvilágot megtartja.
A főbb célállomások közé tartozik a városi rendőrkapitányság, a vasúti terminál és a kilátó mellett az utasok kérhetik a Pizza Hut, a Tower Records, a FILA sportruházati üzlet, a Levi's vagy a KFC áruházakat is. A Crazy Taxi a kisteherautókat is bemutatja az utakon a WOW! logóval az oldalukon. Minden láncot a játékban egy-egy helyszínként modelleztek. Ez a termékelhelyezés egyike a videojátékok történetének legfeltűnőbb példáinak. Ezeket az üzleteket a későbbi verziókban általános üzletekre cserélték az engedélyezési nehézségek miatt.

## Recepció
Japánban a Game Machine 1999. április 1-i számában a Crazy Taxi-t a hónap második legnépszerűbb arcade játékaként említették. Ez vált a Sega Hitmaker stúdiójának legnagyobb sikerévé.
A játék eladásai általában magasak voltak, a Dreamcast verzió a második legjobban eladott Dreamcast játék volt 2000-ben az Egyesült Államokban, közel 750 000 példánnyal. Az amerikai eladások később elértek 2,2 millió példányt a Dreamcast és a PlayStation 2 verziók összesítésében, ebből 1,13 millió a Dreamcast és 1,07 millió a PS2 esetében. A PlayStation 2 verzió "Platinum" eladási díjat kapott az Entertainment and Leisure Software Publishers Association (ELSPA) -tól, ami legalább 300 000 példányos eladást jelent az Egyesült Királyságban. Japánban a Dreamcast, PS2 és GameCube verziókból 155 714 példány kelt el. Az Xbox Live Arcade eladásai 2011-ben magasak voltak, a játékból közel 100 000 példány talált gazdára.
A Crazy Taxi Dreamcast verziója kivívta a kritikusok elismerését, 37 értékelés alapján átlagosan 90%-ot ért el a GameRankings videojátékok összesített oldalán. A játék későbbi portjai szintén általában pozitív értékeléseket kaptak, bár az átlagos pontszámok csökkenő tendenciát mutattak. A PlayStation 2 port átlagosan 79%-ot ért el a GameRankings oldalán, és 80/100 a Metacritic oldalán. A GameCube következő portja alacsonyabb pontszámot kapott, 70%-os és 69/100-as összesített pontszámmal. A PC portja volt a legrosszabb a portok közül, átlagosan 56%-ot ért el a GameRankings oldalán.
A kritikusok általában dicsérték az általános játékmenetet. Brandon Justice az IGN-től azt nyilatkozta: "Nem tudom eléggé hangsúlyozni, mennyire addiktív ez a játék." A Dreamcast portról a Game Revolution úgy érezte, hogy "egy nagyszerű arcade játékból jó otthoni játék lett." Megjegyezték továbbá a játék magas nehézségi fokát, és hozzátették, hogy bár a játék nehéz volt, nem volt frusztráló. Michael Goncalves, a PALGN-től hozzátette, hogy a játék vagy "szeretni vagy gyűlölni" volt, megjegyezve, hogy "ha szereted, gondozni fogod a játékot, és kedvedre fogod játszani." Goncalves rámutatott arra is, hogy a játék alkalmanként felugró ablakokat és kivágásokat tartalmazott. A vélemények megoszlottak a kiadások között a játék hangsávját illetően. A PALGN a Bad Religiont és a The Offspringet említette a játék csúcspontjaként, míg a Game Revolution úgy érezte, hogy a számok ismétlődnek. A GameSpot bírálója, Jeff Gerstmann úgy vélte, hogy a hangsáv szubjektív volt a személyes preferenciáktól függően, és kijelentette, hogy "vagy fel kell tekerni a hangerőt, vagy teljesen le kell halkítani a zenét." A PC-s verzió megváltoztatott filmzene áttekintésében a GameSpot szakértője, Andrew Park úgy vélte, hogy az új zene illik a játékhoz. Azonban kritizálták a PC-s verziót a képkockasebességgel kapcsolatos problémák miatt, és inkább a Dreamcast verziót ajánlották.
James Bottorff, a The Cincinnati Enquirer munkatársa három és fél csillagot adott a Dreamcast verzióra a négyből, és azt írta, hogy "a Crazy Taxi ' egyetlen hibája a hosszú élettartam hiánya. A játék fárasztóvá válhat többszöri lejátszás után, a rövid élettartamába csomagolt szórakozás miatt érdemes kiegészíteni a játékkönyvtárat." Maxim ugyanezt a verziót tízből hatra értékelte: "Nem szeretjük, hogy a bosszantó gyalogosoknak mindig sikerül kikerülniük a taxit, de a San Francisco-szerű város grafikája elképesztően részletes". Japánban a Famitsu a Dreamcast verzióra 34 pontot adott a 40-ből, a PS2-re pedig 30 pontot a 40-ből. A GameFan a Dreamcast verzióra 96%-ot adott, míg az Edge a Dreamcast és a PS2 verzióra is 7 pontot adott a 10-ből.
Hilary Goldstein az IGN-ben "őrült szórakozásnak" nevezte az Xbox Live Arcade kiadást, hozzátéve, hogy "a Crazy Taxiban szinte nincs mélység, de ez rendben van". Goldstein dicsérte azt a tényt, hogy a kikötő hű maradt az eredeti forráshoz, de úgy vélte, hogy az eredeti filmzene hiánya "megöli az ok felét arra, hogy újra felvegye a Crazy Taxit". A kritikák rámutattak a vizuális frissítések, például a nagyobb felbontású modellek és textúrák hiányára is. A GamePro ' Dave Rudden is dicsérte, hogy a port az eredetihez hűen játszott. Rudden megismételte Goldstein megjegyzéseit a rossz látványvilággal kapcsolatban, mondván, hogy "csúnya karaktermodellek és dobozos közlekedési autók" vannak.
Robert Workman a GameZone-tól dicsérte a játékot, amiért ragaszkodott a Sega gyökereihez: "A Crazy Taxi nem csak egy nosztalgikus utazás, hanem egy csodálatos stresszoldó és egy sokoldalúan szórakoztató játék is". Russ Pitts, a The Escapistből négy csillagot adott az ötből: "Az elavult grafikák és egyéb technikai furfangok ellenére a Crazy Taxi emlékeztetni fogja, hogy miért szereti a vezetési játékokat – és ki indította el ezt a tüzet. Ez egy olyan játék, amelyet röviden szórakoztató játszani sorozatok, amelyek annál hosszabbak lesznek, minél többet szentelsz belőlük." Ezzel szemben Daniel Feit (Wired) hat csillagot adott a tízből: "A játékmenet tiszta ismétlés; szórakozás rövid sorozatokban, de kevés tartós vonzalom".
Jeff Lundrigan és Daniel Erickson értékelte a Dreamcast és a PlayStation 2 verziókat a Next Generation számára, mindkét verzióra öt csillagból négyet adtak: "Összességében furcsán addiktív élmény, a Crazy Taxi tökéletes a játékmániásnak, de remekül használható társasjáték". Erickson úgy jellemezte, hogy "egy fantasztikus játék majdnem tökéletes portékája".
A Dreamcast verzió a GameSpot éves "Legjobb vezetési játék" díjának második helyezettje volt a konzoljátékok kategóriájában, alulmaradva a Test Drive Le Mans előtt.
A Crazy Taxi elnyerte az "Év konzolos akciójátéka" címet, továbbá jelöléseket kapott az "Év konzoljátéka" és a "Kiemelkedő teljesítmény a játéktervezés terén" kategóriákban a 3. éves Interaktív Teljesítménydíjátadón.

### Örökség
A Crazy Taxi ösztönözte a Segát több folytatás elkészítésére. 2001-ben megjelent a Crazy Taxi 2, majd 2002-ben a Crazy Taxi 3: High Roller. A THQ 2003-ban kiadta a Graphic State által fejlesztett Crazy Taxi: Catch a Ride-ot, a Game Boy Advance egyedüli címét. A Crazy Taxi: Fare Wars, a Crazy Taxi és a Crazy Taxi 2 összeállítása 2007-ben jelent meg a PlayStation Portable platformra. A sorozat mobil-exkluzív része, a Crazy Taxi: City Rush, 2014-ben érkezett az iOS és a Google Play alkalmazásboltokba.
A Crazy Taxi és annak folytatásai inspirálták több olyan játék létrehozását, amelyek másolták az alapvető játékmenetet. Az első ilyen cím a The Simpsons: Road Rage volt, amely 2001-ben került piacra. 2003-ban a Sega pert indított a Fox Interactive, az Electronic Arts és a Radical Entertainment ellen, azt állítva, hogy a játék sérti a Crazy Taxi szabadalmát. A Sega of America, Inc. és a Fox Interactive et al. közötti per egy zárt ajtó mögötti megegyezéssel zárult le, az összeget nem hozták nyilvánosságra. Az Emergency Mayhem, amely a Wii-re jelent meg, hasonló alapvető játékmenetet használ, mint a Crazy Taxi sorozat, de kiegészítő elemeket tartalmaz az elsősegélynyújtó járművek vezetéséhez.
A Team6 Game Studios később kiadott egy hasonló játékot Taxi Chaos néven, amelyet a Crazy Taxi szellemi örököseként tekinthetünk. A játék 2021. február 23-án jelent meg PlayStation 4-re, Nintendo Switch-re és Xbox One-ra. A játék egy kitalált változatban játszódik New York City-ben, és megtartja az eredeti Crazy Taxi játékok formátumát.

### Filmadaptáció
2001-ben Richard Donnertet csatlakoztatták a Crazy Taxi élőszereplős változatához, de végül megmentette a projektet. A Crazy Taxi nagy- vagy kisképernyős adaptációjáról szóló pletykák 2014-ben merültek fel újra, miután a Sega átvette a film- és televíziós sugárzási jogokat a könyvtárába.

## Fordítás
Ez a szócikk részben vagy egészben  a   Crazy Taxi (video game) című angol Wikipédia-szócikk ezen változatának fordításán alapul.  Az eredeti cikk szerkesztőit annak laptörténete sorolja fel. Ez a jelzés csupán a megfogalmazás eredetét és a szerzői jogokat jelzi, nem szolgál a cikkben szereplő információk forrásmegjelöléseként.